# イーストバトンルージュ郡 (ルイジアナ州)
イーストバトンルージュ郡（英: East Baton Rouge Parish）は、アメリカ合衆国ルイジアナ州の中央部に位置する郡である。人口は45万6781人（2020年）で、州内で最も人口の多い郡である。郡庁所在地は州都バトンルージュである。バトンルージュ都市圏に含まれる。
バトンルージュにある郡庁舎は建築業者ジョージ・A・コールドウェルが建設した公共建築物26棟の1つである。

## 地理
アメリカ合衆国国勢調査局に拠れば、郡域全面積は471平方マイル (1,220 km2)であり、このうち陸地455平方マイル (1,178 km2)、水域は15平方マイル (39 km2)で水域率は3.21％である。

### 主要高規格道路
- 州間高速道路10号線
- 州間高速道路12号線
- 州間高速道路110号線
- アメリカ国道61号線
- アメリカ国道190号線

### 隣接する郡と地形
- イーストフェリシアナ郡 - 北
- ウェストフェリシアナ郡 - 北西
- ウェストバトンルージュ郡 - 西
- アイバービル郡 - 南
- アセンション郡 - 南東
- リビングストン郡 - 東
- セントヘレナ郡 - 北東
  - トンプソン・クリーク - 北西
  - ミシシッピ川 - 西
  - バイユー・マンチャック - 南
  - エイミート川 - 東

## 人口動態
以下は2000年国勢調査による人口統計データである。
| 基礎データ - 人口: 412,852人 - 世帯数: 156,365 世帯 - 家族数: 102,575 家族 - 人口密度: 350人/km2（906人/mi2） - 住居数: 169,073軒 - 住居密度: 143軒/km2（371軒/mi2） 人種別人口構成 - 白人: 56.17% - アフリカン・アメリカン: 40.09% - ネイティブ・アメリカン: 0.21% - アジア人: 2.08% - 太平洋諸島系: 0.03% - その他の人種: 0.49% - 混血: 0.93% - ヒスパニック・ラテン系: 1.78% 年齢別人口構成 - 18歳未満: 26.2% - 18-24歳: 14.4% - 25-44歳: 28.7% - 45-64歳: 20.8% - 65歳以上: 9.9% - 年齢の中央値: 32歳 - 性比（女性100人あたり男性の人口） - 総人口: 91.9 - 18歳以上: 87.5 | 世帯と家族（対世帯数） - 18歳未満の子供がいる: 32.8% - 結婚・同居している夫婦: 44.7% - 未婚・離婚・死別女性が世帯主: 16.8% - 非家族世帯: 34.4% - 単身世帯: 26.9% - 65歳以上の老人1人暮らし: 7.2% - 平均構成人数 - 世帯: 2.55人 - 家族: 3.14人 収入と家計 - 収入の中央値 - 世帯: 37,224米ドル - 家族: 47,480米ドル - 性別 - 男性: 38,334米ドル - 女性: 25,073米ドル - 人口1人あたり収入: 19,790米ドル - 貧困線以下 - 対人口: 17.9% - 対家族数: 13.2% - 18歳未満: 22.7% - 65歳以上: 11.5% |

イーストバトンルージュ郡の高校以上卒業者比率は82.2％、大学以上卒業者比率は33.3％とルイジアナ州の郡で最高である。

## 2008年と2004年の大統領選挙
1980年以降イーストバトンルージュ郡は大統領選挙で接戦を演じてきており、1992年にジョージ・H・W・ブッシュを選んだ以外、全て大統領当選者を支持してきた。ただし、必ずしもルイジアナ州全体の結果とは一致しなかった。2008年の大統領選挙では、民主党のバラク・オバマに総投票数の51％、99,652票を入れた。共和党のジョン・マケインは48％、95,390票だった。同年のアメリカ合衆国上院議員選挙では、民主党現職のメアリー・ランドルーが57％、110.694票を獲得した。対抗馬の共和党ジョン・ニーリー・ケネディは41％、80,222票に終わった。2004年の大統領選挙では、共和党のジョージ・W・ブッシュが54％、99,943票を獲得し、対する民主党のジョン・ケリーは45％、82,298票だった。

## 都市と町
- バトンルージュ - 郡庁所在地
- ベイカー
- セントラルシティ
- ザカリー

### 国勢調査指定地域と未編入領域
- ベイウッド
- ブラウンズフィールズ
- ガーディア
- グリーンウェルスプリングス
- イニスウォルド
- メリーデール
- モンティチェロ
- オークヒルズプレース
- オールドジェファーソン
- ポートハドソン
- シェナンドー
- ビレッジセントジョージ
- ウェストミンスター

## 教育
イーストバトンルージュ郡教育学区が地元の公立学校を運営している。ただし、下記の地域を除く。
ベイカーにはベイカー市教育学区がある。ザカリーにはザカリー・コミュニティ教育学区がある。セントラル市にはセントラル・コミュニティ教育学区がある。